# Bornsmyrans naturreservat
Bornsmyrans naturreservat är ett naturreservat i Skellefteå kommun i Västerbottens län.
Området är naturskyddat sedan 2020 och är 35 hektar stort. Reservatet ligger sydost om Bureå och består av barrnaturskogar intill den lilla sjön Bottenfjärden.